# Marini (Prijedor)
Marini (szerbül: Марини), falu Bosznia-Hercegovinában, Bosanska krajina területén, Prijedor községben, a Szerb Köztársaságban. 

## Fekvése
Bosznia-Hercegovina északnyugati részén, Banja Lukától légvonalban 56, közúton 74 km-re északnyugatra, községközpontjától légvonalban 12, közúton 22 km-re északnyugatra, a Szana jobb partjától északra levő Potkozarjei dombvidékén, 250 – 380 méteres tengerszint feletti magasságban fekszik. Több, szétszórt, kis településből áll. 

## Népessége
| Nemzetiségi csoport | Népesség 1991 | Népesség 2013 |
| ------------------- | ------------- | ------------- |
| Szerb               | 241           | 133           |
| Bosnyák             | 0             | 0             |
| Horvát              | 1             | 0             |
| Jugoszláv           | 0             | 0             |
| Egyéb               | 1             | 0             |
| Összesen            | 243           | 133           |

## Története
A település feltételezhetően már a középkorban is lakott volt, ezt látszanak igazolni a Luplji-hegy tetején található, középkoriként azonosított épületmaradványok és kerámiatöredékek.
A település 1878-ig tartozott az Oszmán Birodalomhoz, ekkor a berlini kongresszus határozata alapján az Osztrák-Magyar Monarchia része lett. 1879-ben az első osztrák-magyar népszámlálás során a Prijedori járáshoz, és Prijedor községhez tartozó településnek 37 háztartása és 235 ortodox szerb lakosa volt.1910-ben a községben 61 háztartást 510 ortodox szerb, és 1 muszlim lakost találtak. A monarchia szétesésével 1918-ban előbb a Szerb-Horvát-Szlovén Királyság, majd 1929-től a Jugoszláv Királyság része. 1921-ben a községnek 65 háztartása és 546 lakosa volt. Jugoszlávia megszállása után a falu a Független Horvát Állam (NDH) része lett. Lakói nagy számban csatlakoztak a szerb felkelőkhöz. 1941 júliusa és 1942 májusa között a környéken súlyos harcok folytak a felkelők és a megszálló csapatok között. Ezeknek a csatáknak az eredménye volt az 1. Krajina partizánhadosztály egységeivel együttműködve Prijedor és Ljubija első felszabadítása 1942. május 16-án. 1942 folyamán, májusban, júniusban és júliusban a II. Krajina NOP „Mladen Stojanović” partizánosztag mind a létszám és a fegyverzet tekintetében a legerősebb osztag volt nem csak Bosznia-Hercegovinában, mint egész Jugoszláviában. 1942 szeptemberére a kísérő és az összekötő osztagokkal az egység az 5. Krajinai Kozara Nemzeti Felszabadító partizán csapásmérő dandárrá nőtte ki magát.
1945-től a település a szocialista Jugoszlávia része volt. 1963-ig Ljubija község része volt. A boszniai háború idején a település a Boszniai Szerb Köztársasághoz tartozott. A daytoni békeszerződést követő területfelosztásnál a település Prijedor község részeként a Szerb Köztársaság területéhez került.

## Nevezetességei
- A Nagyboldogasszony tiszteletére szentelt ortodox temploma.

- Crkvina – középkori épület maradványai. A Luplji brdo nevű magaslaton épületromok és apró kerámiatöredékek találhatók.[4]